# Гисињи
Гисињи (фр. Ghissignies) насеље је и општина у североисточној Француској у региону Север-Па д Кале, у департману Север која припада префектури Авне сир Елп.
По подацима из 2011. године у општини је живело 494 становника, а густина насељености је износила 109,29 становника/km². Општина се простире на површини од 4,52 km². Налази се на средњој надморској висини од 116 метара (максималној 134 m, а минималној 82 m).

## Демографија
| 1962. | 1968. | 1975. | 1982. | 1990. | 1999. | 2011. |
| ----- | ----- | ----- | ----- | ----- | ----- | ----- |
| 325   | 339   | 322   | 354   | 359   | 423   | 494   |

График промене броја становника у току последњих година